# Oedaspis schachti
Oedaspis schachti är en tvåvingeart som beskrevs av Valery Korneyev 2002. Oedaspis schachti ingår i släktet Oedaspis och familjen borrflugor.
Artens utbredningsområde är Taiwan. Inga underarter finns listade i Catalogue of Life.